# Самуэльссон, Гуннар
Гуннар Самуэльссон (швед. Gunnar Samuelsson; 2 мая 1927 года, Лима — 4 ноября 2007 года, Лима) — шведский лыжник, призёр Олимпийских игр в Кортина-д’Ампеццо.

## Карьера
На Олимпийских играх 1956 года в Кортина-д’Ампеццо завоевал бронзу в эстафетной гонке, в которой бежал второй этап, и прошёл его успешно, уйдя на дистанцию 6-м он смог вывести свою команду на 3-е место, на последующих этапах партнёры Самуэльссона сохранили 3-ю позицию и в итоге сборная Швеции завоевала бронзовую медаль. В личных гонках на той Олимпиаде занял 15-е место в гонке на 15 км и 11-е место в гонке на 30 км.